# Lucien Berland
Lucien Berland (Ay, 14 maggio 1888 – Versailles, 18 agosto 1962) è stato un entomologo e aracnologo francese.

## Biografia
Fin da giovane appassionato della natura, ultimò i suoi studi alla Sorbona laureandosi in scienze naturali nel 1908. Si interessò subito di ragni ed ebbe l'opportunità di conoscere il massimo aracnologo dell'epoca, Eugène Simon, al museo di Parigi. Assunto al dipartimento di entomologia del Museo nazionale di storia naturale di Francia, incaricato della cura delle collezioni di ragni, miriapodi, ortotteri e imenotteri lì presenti.
Venne ferito gravemente a Verdun durante la prima guerra mondiale. Divenne direttore della Société zoologique de France nel 1952. Ha prodotto oltre 200 pubblicazioni principalmente incentrate su questioni di sistematica dei ragni e degli imenotteri predatori. Ha anche effettuato vari viaggi nell'Africa sahariana e in vari luoghi del Nordafrica.

## Denominati in suo onore
- Afraflacilla berlandi Denis, 1955, ragno (Salticidae)
- Brachyphaea berlandi Lessert, 1915, ragno (Corinnidae)
- Hasarius berlandi Lessert, 1925, ragno (Salticidae)
- Heterogriffus berlandi Lessert, 1938, ragno (Thomisidae)
- Opopaea berlandi Simon & Fage, 1922, ragno (Oonopidae)
- Pholcus berlandi Millot, 1941, ragno (Pholcidae)
- Saitis berlandi Roewer, 1951, ragno (Salticidae)
- Speocera berlandi Machado, 1951, ragno (Ochyroceratidae)
- Theridion berlandi Roewer, 1942, ragno (Theridiidae)

## Lista parziale delle pubblicazioni
- 1925 : Faune de France. 10, Hyménoptères vespiformes, I, Sphegidae, Pompilidae, Scoliidae, Sapygidae, Mutillidae(Paul Lechevalier, Parigi)
- 1927 : « Les Araignées ubiquistes, ou à large répartition, et leurs moyens de dissémination », Compte rendu sommaire des séances de la Société de biogéographie, 23 : 65-67.
- 1929 : Faune de France. 19, Hyménoptères vespiformes, II, Eumenidae, Vespidae, Masaridae, Bethylidae, Dryinidae, Embolemidae (Paul Lechevalier, Parigi)
- 1929 : « Araignées recueillies par Madame Pruvot aux îles Loyalty », Bulletin de la Société zoologique de France, LIV : 387-399.
- 1929 : con Léon Bertin (1896-1954), La Faune de la France. Fascicule 2. Arachnides et Crustacés (Delagrave, Parigi).
- 1930 : « Curieuse anomalie oculaire chez une araignée », Bulletin de la Société zoologique de France, LV : 193-195.
- 1932 : Les Arachnides : (scorpions, araignées, etc.) : biologie systématique (Paul Lechevalier, Parigi).
- 1933 : « Sur le parasitisme des phorides (diptères) », Bulletin de la Société zoologique de France, LVIII : 529-530.
- 1934 : « Un cas probable de parthénogenèse géographique chez Leucorpis Gigas (Hyménoptère) », Bulletin de la Société zoologique de France, LVIX : 172-175.
- 1934 : « Une nouvelle espèce de Nemoscolus (araignée) du Soudan français, et son industrie », Bulletin de la Société zoologique de France, LVIX : 247-251.
- 1934 : con Jacques Pellegrin (1873-1944), « Sur une araignée pêcheuse de poissons », Bulletin de la Société zoologique de France, LVIX : 210-212.
- 1938 : Les Araignées (Stock, Paris, collection Les Livres de nature).
- 1938 : con Francis Bernard (1908-1990), Faune de France. 34, Hyménoptères vespiformes. III. (Cleptidae, Crysidae, Trigonalidae) (Paul Lechevalier, Parigi).
- 1939 : Les Guêpes (Stock, Paris, collection Les Livres de nature).
- 1940 : con Raymond Benoist (1881-1970), F. Bernard e Henri Maneval (1892-1942), La Faune de la France en tableaux synoptiques illustrés... Tome 7. Hyménoptéres (Delagrave, Parigi).
- 1941 : con Jacques Millot (1897-1980), Les Araignées de l'Afrique Occidentale Française (Éditions du Muséum, Paris), Mémoires du Muséum national d'histoire naturelle. Nouvelle série. T. XII. Fascicule 2.
- 1942 : Les insectes et l'homme (Presses universitaires de France, Paris, Collection Que sais-je ?, n° 83) – terza edizione, 1962.
- 1944 : Les Scorpions (Stock, Paris, collection Les Livres de nature).
- 1947 : Atlas des hyménoptères de France, Belgique, Suisse (Boubée, Parigi) – ristampato nel 1958, 1976.
- 1947 : Faune de France. 47, Hyménoptères tenthrédoïdes (Paul Lechevalier, Parigi).
- 1955 : Les Arachnides de l'Afrique noire française (IFAN, Dakar).
- 1962 : Atlas des Névroptères de France, Belgique, Suisse. Mégaloptères, Raphidioptères, Névroptères planipennes, Mécoptères, Trichoptères (Boubée, Parigi).